# Alexandre Gonsse de Rougeville
Alexandre Dominique Gonsse de Rougeville (17 de septiembre de 1761-10 de marzo de 1814) fue una destacada figura en la Revolución francesa, famoso por haber sido inmortalizado por Alejandro Dumas bajo el nombre de Chevalier de Maison Rouge.

## Biografía
Nacido en Arras e hijo de un acaudalado comerciante de Artois de origen plebeyo, partió en 1776 para participar en la guerra de Independencia de los Estados Unidos. A su regreso se convirtió en escudero de Monsieur, hermano del rey, siguiendo a los monarcas hasta las Tullerías y participando en el episodio realista de los caballeros de la daga y en los hechos acaecidos el 20 de junio de 1792, cuando salvó a la reina María Antonieta de la muchedumbre que había irrumpido en el palacio.
Fue arrestado después de los acontecimientos del 10 de agosto de 1792 y encarcelado en Madelonnettes, de donde fue liberado dos días antes del inicio de las masacres de septiembre. A partir de entonces, mediante diversas acciones y escritos, Rougeville trató de liberar primero al rey Luis XVI y luego a la reina hasta que se produjo el fallido intento de fuga organizado en la Conciergerie en septiembre de 1793, conocido como el complot del clavel. En busca y captura, permaneció escondido en las canteras de Montmartre, logrando cruzar las barreras de París para ir a Viena y solicitar ayuda al emperador, siendo ésta la última oportunidad de salvar a María Antonieta. No obstante, tras ser acusado por los emigrados de ser un revolucionario y, oficialmente y entre otros cargos, por deudas, fue encerrado en cárceles austriacas.
Fue arrestado en Francia en 1795, al año siguiente de su regreso, acusado por Guffroy, miembro del Comité de Seguridad General, quien junto con Robespierre y Le Bon había trabajado al servicio de su padre. Después de pasar dos años en la Conciergerie, fue liberado tras la victoria de los monárquicos en el Consejo de los Quinientos. De regreso en su tierra natal, llevó una vida pacífica como campesino. En 1804, en el marco del caso Cadoudal-Pichegru, fue denunciado por su amante, quien ya lo había denunciado en años anteriores, por lo que Rougeville se vio obligado a huir de nuevo. Finalmente, se entregó y fue puesto bajo vigilancia por la policía de Fouché en Reims.
Durante la campaña de los Seis Días, Rougeville sirvió como guía para las tropas cosacas a través de los bosques de Villers-Cotterets y Epernay, participando en la toma de la ciudad. Una carta escrita por él y dirigida a un general ruso fue interceptada por un destacamento francés. Traducida ante el consejo de guerra, Rougeville fue juzgado y posteriormente fusilado contra el muro del cementerio del Norte, en la rue du Champ de Mars, en Reims, pese a la aparición de las tropas en la ciudad, quienes regresaban victoriosas de Saint-Priest trayendo de vuelta al hermano del rey.